# Sergentomyia cheongi
Sergentomyia cheongi är en tvåvingeart som beskrevs av Lewis och Jeffery 1978. Sergentomyia cheongi ingår i släktet Sergentomyia och familjen fjärilsmyggor. Inga underarter finns listade i Catalogue of Life.